# Mirosław Stankiewicz

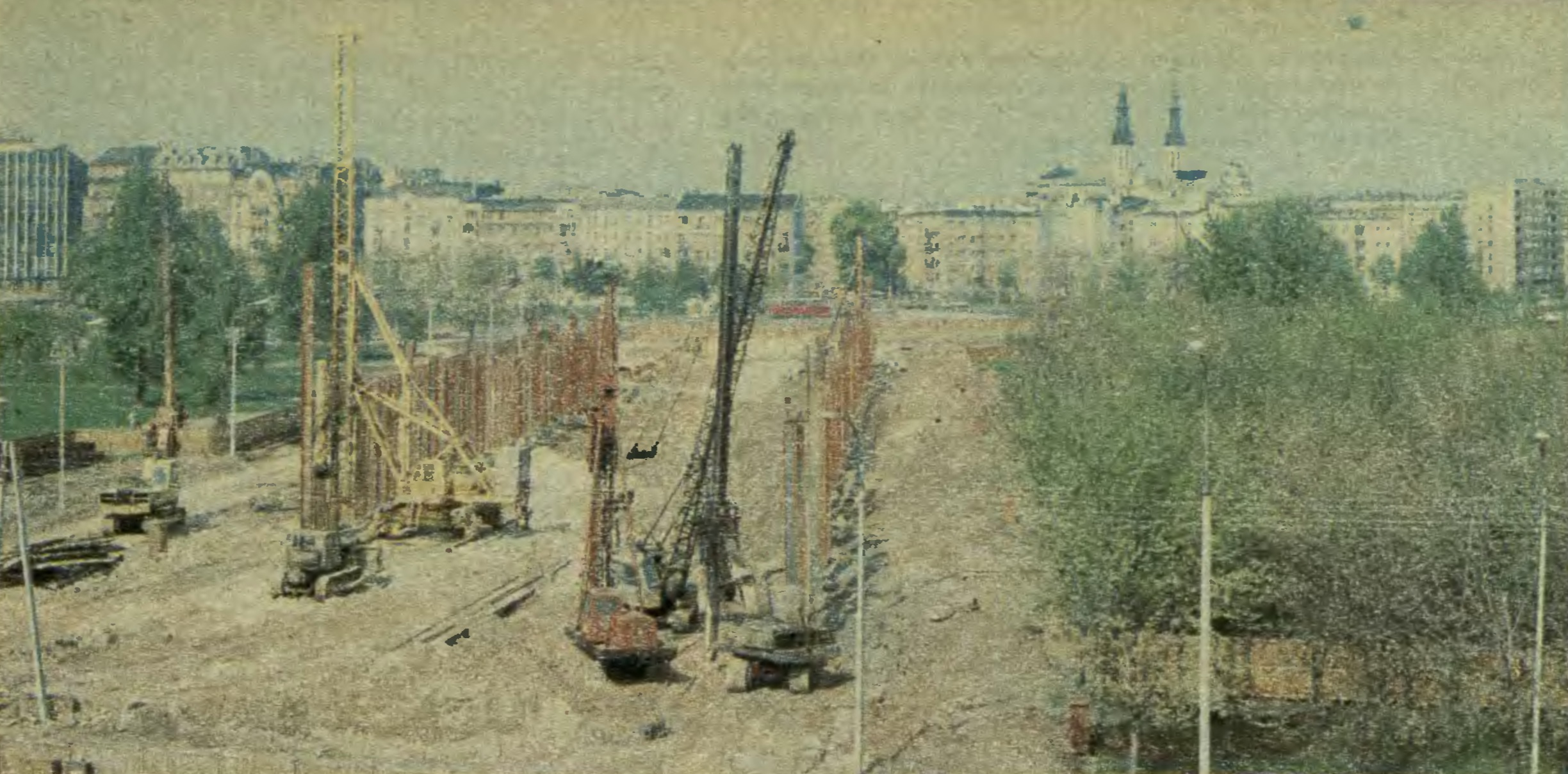
Fot. Mirosław Stankiewicz, 1985 r. Dokumentacja budowy metra.

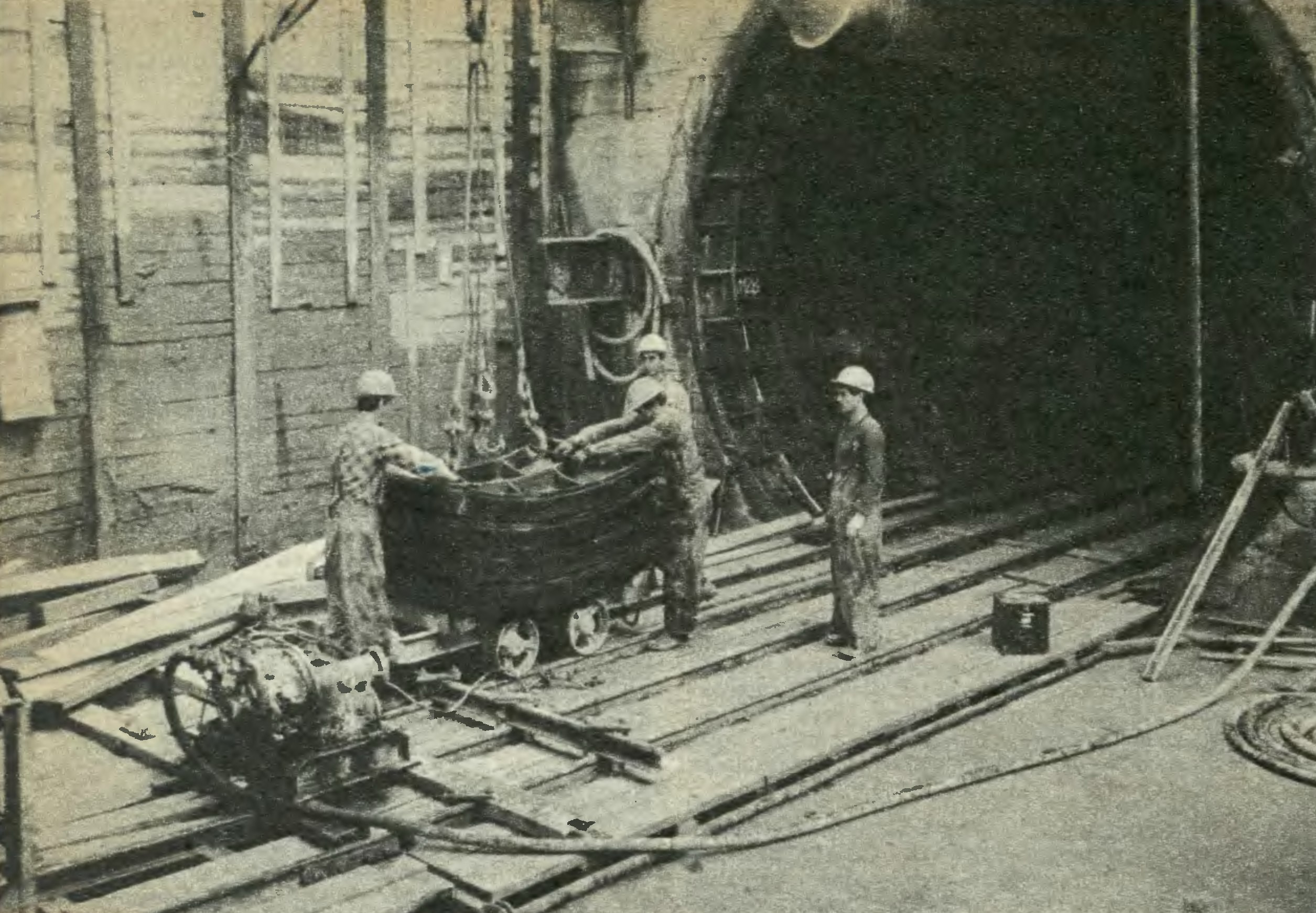
Fot. Mirosław Stankiewicz, 1985 r. Dokumentacja budowy metra.

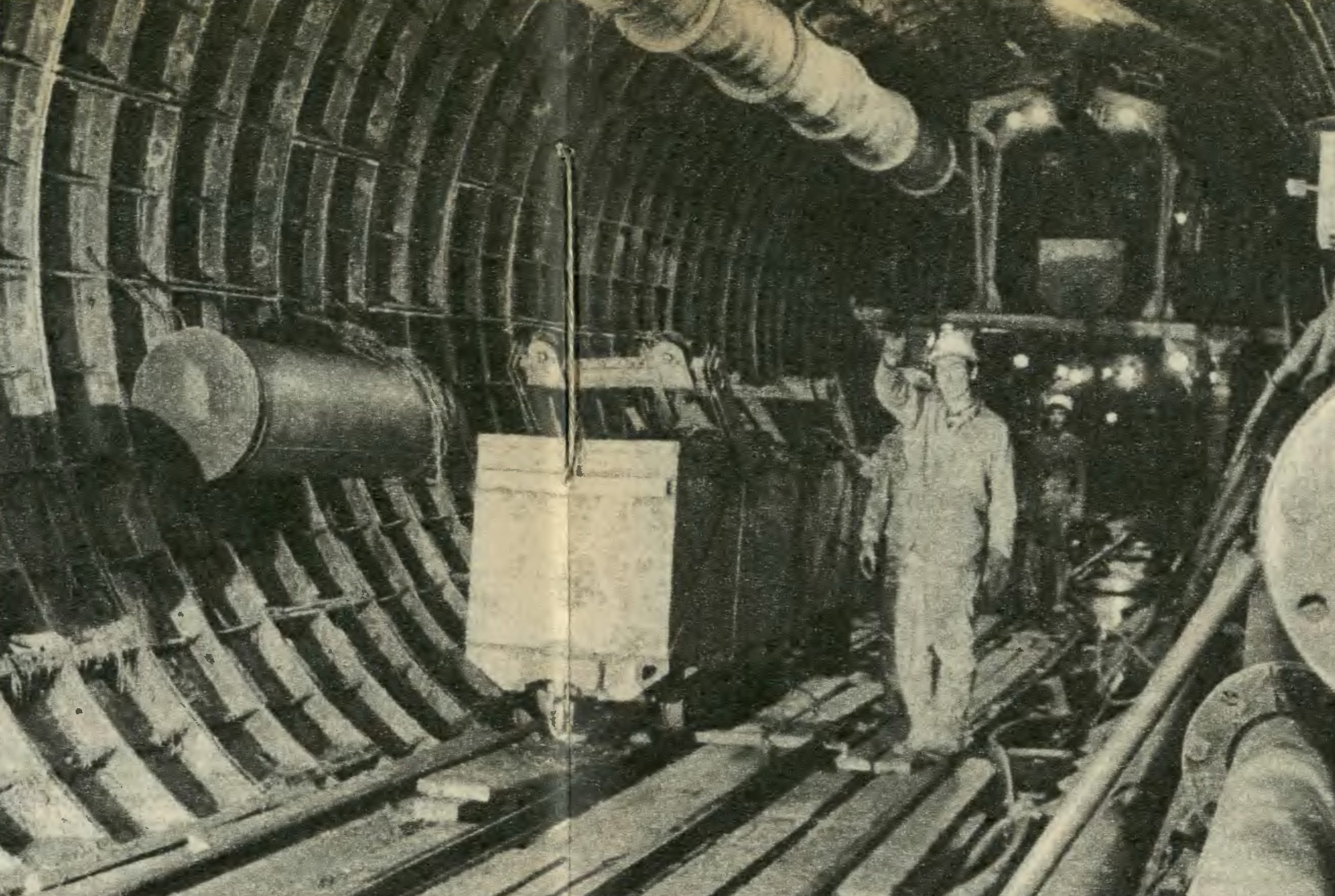
Fot. Mirosław Stankiewicz, 1985 r. Dokumentacja budowy metra.

Mirosław Stankiewicz (ur. 10 marca 1937 w Białowieży, zm. 20 lutego 2005 w Warszawie) – polski fotoreporter, publicysta i redaktor.

## Życiorys
Urodził się w Białowieży w rodzinie Edwarda Stankiewicza i Aleksandry z domu Roszkowskiej. Od 1940 r. mieszkał na stałe w Warszawie.
Po uzyskaniu matury w 1954 r. w szkole im. Wojciecha Górskiego w Warszawie, studiował na wydziale lotniczym Politechniki Warszawskiej. Po dwuletniej pracy w latach 1962–64 w przemyśle lotniczym (WSK Okęcie) jako konstruktor, na stałe poświęcił się dziennikarstwu. Poczynając od 1960 r., pracował jako reporter, publicysta i redaktor, jednocześnie zajmując się fotografią prasową i wydawniczą. Do 1974 r. – w redakcji „Słowa Powszechnego”, następnie do 1986 r. jako fotoreporter tygodnika „Radio i Telewizja” (późniejsza „Antena”, jako kierownik Działu ilustracyjnego). 30 stycznia 1987 r. podjął pracę w miesięczniku „Niewidomy Spółdzielca”, wydawanym przez Ośrodek Informacji i Wydawnictw Centralnego Związku Spółdzielni Niewidomych, gdzie pracował do 31 sierpnia 1990 r.
W 1988 r. założył własną firmę fotograficzną – Autorską Pracownię Fotografii Wydawniczej i Reklamowej – Studio Małych Form.
Był członkiem Stowarzyszenia Dziennikarzy Polskich od 1964 r. i ZAIKS-u. Miał status artysty fotografika, nadany przez Ministra Kultury i Sztuki w 1985 r.

### Życie prywatne
Od 1964 r. był żonaty z Krystyną Marków, z którą miał dwoje dzieci – córkę Annę i syna Bartosza. Pochowany w grobie rodzinnym na warszawskich Powązkach – kwatera 284 a, rząd 5, nr 2.

## Twórczość
W jego dorobku zawodowym jest stała współpraca z wieloma redakcjami, dla których tworzył zarówno pod własnym nazwiskiem jak też kilkoma pseudonimami: Bohdan Mikst, B. Mikst, emes. b.m.
Jego zdjęcia ukazały się w czasopismach „Zorza”, „Życie Gospodarcze”, „Kultura”, „Radar”, „Stolica”, „Przegląd Techniczny”; „Tygodnik Solidarność”, „Gazeta Handlowa”, „Dom i Wnętrze”, „Domy Jednorodzinne”, „Architektura”, „Architekt”, „Cztery Kąty”, a także Studio Miniatur Filmowych (film „Polska”).
Jest autorem zdjęć ilustrujących liczne publikacje książkowe. W 1980 r. w całości zilustrował przewodnik – monografię „Polen”, który ukazał się nakładem szwajcarskiego wydawnictwa i miał 4 wznowienia.

### Wybrane książki zilustrowane przez Stankiewicza
- Stanisław Herbst, Encyklopedia Warszawy, Warszawa: PWN, 1975 [dostęp 2018-12-06] (pol.). Brak numerów stron w książce
- Marek Jurkowicz, Polska 71-80, Warszawa: Krajowa Agencja Wydawnicza, 1978 [dostęp 2018-12-06] (pol.). Brak numerów stron w książce
- Elżbieta Sujak, Życie jako zadanie, Warszawa: Instytut Wydawniczy Pax, 1978 [dostęp 2018-12-06] (pol.). Brak numerów stron w książce
- Jakub Forst–Battaglia, Miroslaw Stankiewicz, Polen, Olten: Walter, 1980, ISBN 3-530-22860-5 [dostęp 2018-10-05] (niem.). Brak numerów stron w książce
- Barbara Górak–Czerska, Stanisław Jędrzejewski, 70 lat Polskiego Radia 1925-1995, Warszawa: Polskie Radio: Wydawnictwo Tenten, 1996, ISBN 978-83-86628-11-7 [dostęp 2018-12-06] (pol.). Brak numerów stron w książce

Zajmował się również fotografią reklamową i katalogową, m.in. dla następujących firm: Lilly, Lewar, Braun, Elemis, Iveco. Wykonywał też zdjęcia do kalendarzy.
Z tytułu działalności zawodowej otrzymał liczne nagrody i wyróżnienia w ogólnopolskich i międzynarodowych konkursach fotograficznych.

### Wybrane wystawy i nagrody
- 1961 – Wystawa Studenckiej Fotografii Artystycznej, Politechnika Warszawska – I nagroda za zestaw prac
- 1962 – Ogólnopolska Wystawa Fotograficzna „Dziecko i My”, Pałac Kultury i Nauki, Warszawa – III nagroda za zestaw „Trudna sztuka tworzenia”
- 1969 – Lato pod żaglami – konkurs organizowany przez Yacht Club Warszawa, ZSP, czasopisma „Morze”, „Żagle” „Politechnik”, „ITD” - I nagroda za zestaw 3 zdjęć „Wywrotka”
- 1970 – Ogólnopolski Konkurs Fotograficzny „Człowiek i jego miasto” – III nagroda, wystawa w Gdańsku i Warszawie
- 1973 – XVI Ogólnopolski Konkurs Fotografii Prasowej, nagroda wydawnictwa „Arkady” za reportaż „14 września w Puszczy Kozienickiej”
- 1974 – XVII Ogólnopolski Konkurs Fotografii Prasowej, nagroda redakcji „Perspektyw”
- 1975 – World Press Photo, wystawa w Hadze – wyróżnienie za zdjęcie „Hej, hej! Wakacje”
- 1976 – Ogólnopolski Salon Fotografii Artystycznej, „Świat Dziecka”, Sopot – wyróżnienie za cykl 4 zdjęć
- 1978 – Konkurs Photokino, Kolonia
- 1980 – XXII Ogólnopolski Konkurs Fotografii Prasowej – III nagroda za pracę „Oddział porzuconych”
- 2010 – Wystawa „Cztery pory Gierka” – Warszawa, Dom Spotkań z Historią